# Torild Strandh
Torild Wilhelm Strandh, född 25 november 1906 i Göteborg, död 25 januari 1988 i Malmö, var en svensk elektroingenjör.  
Strandh, som var son till körsnär Wilhelm Strandh och Maria Landin, utexaminerades från Chalmers tekniska institut 1929. Han blev ingenjör vid Göteborgs elektricitetsverk 1930, offertingenjör vid Asea i Västerås 1931, beräkningsingenjör där 1933, byråingenjör vid Malmö stads elektricitetsverk 1936, förste byråingenjör 1944 och var överingenjör och chef där från 1950. På denna post fick han realisera de utredningar om införande om fjärrvärme son han varit med om att utarbeta. Han ledde sedan några år driften av det nya kraftvärmeverket vid Norregatan och utbyggandet av fjärrvärmenätet. Detta energislag utvecklades dock så snabbt att staden 1961 kom att organisera ett särskilt kraftvärmeverk (Heleneholmsverket) vid sidan av elektricitetsverket. Han ägnade även stort intresse åt gas-, elektricitets- och kraftvärmeverkens gemensamma civilförsvar och driftvärn, vilka organiserades och utvecklades under hans ledning.
Strandh var ledamot av Sveriges högskoleutbildade elektroingenjörers riksförbunds fullmäktige 1953–1956 samt ordförande i Malmö verkskyddsförening 1958–1962 och i Malmö elförening (senare Sydskånes elförening) från 1963.